# Sonkovo
Sonkovo (in russo Сонково?) è un insediamento di tipo urbano della Russia europea nell'oblast' di Tver'; è il centro amministrativo del rajon Sonkovskij.
Si trova 127 km a nord-est di Tver'.